# Айра Левін
Айра Левін (англ. Ira Levin; 27 серпня 1929 року, Нью-Йорк, США — 12 листопада 2007 року, Нью-Йорк, США) — американський прозаїк, драматург і автор пісень. Автор роману «Дитина Розмарі».

## Біографія
Айра Левін народився 27 серпня 1929 року в Нью-Йорку в єврейській родині торговця іграшками і провів перші роки на Мангеттені і в Бронксі. У 1950 році закінчив Нью-Йоркський університет, де вивчав філософію і англійську мову. Після університету, з 1953 по 1955 рік, Левін служив у сигнальному корпусі армії США. Згодом він працював для телебачення. У 22 роки написав свій перший роман «Поцілунок перед смертю», за який отримав премію Едгара По.
Першою п'єсою письменника стала адаптація роману Мака Хімена «Важко бути сержантом» (англ.)рос. — комедія про пригоди призовника-селюка під час служби у ВПС США, написана в 1955 році для телевізійної постановки і поклала початок кар'єрі актора Енді Гріффіта. У 1958 році п'єса була екранізована, а в одній з головних ролей знявся Нік Адамс. У 1964 році за п'єсою був створений телевізійний серіал з Семмі Джексоном в головній ролі.
У 1967 році був опублікований роман «Дитина Розмарі » — найвідоміший роман Левіна. У цьому романі з'являється молода наречена, щоб завагітніти від диявола. Роман вже в наступному році був екранізований Романом Полянскі з Міа Ферроу в головній ролі.
Левін також є автором п'єси Смертельна пастка (Deathtrap) — п'єси, яка гралася найдовше серед інших на Бродвеї. Це історія старіючого театрального автора, який планує вбити молодого суперника і вкрасти його п'єсу Смертельна пастка. З 1978 по 1982 рік п'єса пережила 1.793 вистав на Бродвеї. У 1982 році Смертельна пастка була екранізована в Голлівуді з Майклом Кейном і Крістофером Рівом в головних ролях. Назва роману Степфордські дружини (The Stepford Wives) (1972) знайшла навіть відображення в американській лексиці. Термін «The Stepford Wives» і навіть «Stepford» використовується як прикметник, в сенсі робот або слухняний, був прийнятий у англійському лексиконі. Аудиторії також широко відомий роман Айри Левіна Хлопці з Бразилії (The Boys from Brazil) (1976), за яким у 1978 році був знятий фільм з Грегорі Пеком і Лоуренсом Олів'є.
Левін був двічі одружений, з Габріелою Аронзон та Філліс Фінкель, обидва шлюби закінчились розлученням. Він залишив трьох синів від шлюбу з Габріелою Аронзон і трьох онуків. Айра Левін останнім часом жив в Манхеттені, де і помер у листопаді 2007 року в своїй квартирі від серцевого нападу.

## Екранізації
- 1956 — Поцілунок перед смертю
- 1968 — Дитина Розмарі
- 1974 — Степфордські дружини
- 1978 — Хлопці з Бразилії
- 1982 — Смертельна пастка
- 1991 — Поцілунок перед смертю
- 1993 — Тріска
- 2004 — Степфордські дружини
- 2005 — Острів
- 2016 — Рівні